# 金祚
金祚（？—6世紀），字神敬，安定郡人，北魏、西魏、東魏與北齊官员。
金祚個性勇猛威武，崇尚俠義氣慨。北魏正光年間六鎮之亂，朝廷下詔雍州刺史元志討伐，元志招募良家子弟从军担任军事向导，金祚獲選。之後他以軍功累遷太中大夫，屬元天穆麾下平定邢杲，再升任龍驤將軍、靈州刺史和涇州、岐州刺史。高歡舉事抵抗爾朱天光，爾朱天光帶領爾朱仲遠關右部眾抵抗，而金祚留在東秦，爾朱天光失敗後曾一度歸附高歡，授官車騎大將軍。大行台賀拔岳推薦他擔任東雍州刺史，命令他在百頃攻打仇池楊紹先，惟賀拔岳在他未回來時就被侯莫陳悅所殺。金祚打敗仇池後曾不知去向，高歡派侯景慰諭他才回來，封爵安定縣公。
其後他隨魏孝武帝到鄴城，宇文泰授他官為兗州刺史，歷任太僕卿、衛尉卿，不久除授東北道大都督、晉州刺史，入據東雍州，遭尉景打敗，金祚投降東魏。邙山之戰，他擔任大都督擊敗西魏，除授華州刺史，到北齊建立後加開府儀同三司，封爵臨濟縣子，逝世後贈官司空公。

## 引用
1. 1 2  《北齊書·卷二七·補列傳第十九》：金祚，字神敬，安定人也。性驍雄，尚氣任俠。魏正光中，隴右賊起，詔雍州刺史元猛討之，召募狼家，以為軍導，祚應選。
2. 1 2  《北史·卷五十三·列傳第四十一》：金祚，字神敬，安定人也。性驍雄，尚氣俠。
3. 1 2  《北齊書·卷二七·補列傳第十九》：以軍功累遷龍驤將軍、靈州刺史。高祖舉義，爾朱天光率關右之眾與仲遠等北抗義師。天光留祚東秦，總督三州，鎮靜二州。天光敗，歸高祖，除車騎大將軍。
4. 1 2  《北史·卷五十三·列傳第四十一》：魏末，以軍功至太中大夫，隨元天穆討平邢杲。曆涇、岐二州刺史。後大行台賀拔岳表授東雍州刺史，令討仇池氏楊紹先於百頃。未還，岳為侯莫陳悅所殺。祚克仇池還，莫知所歸。俄而神武遣行台侯景慰諭，祚遂解甲而還，封安定縣公。
5. ↑  《北史·卷五十三·列傳第四十一》：後隨魏孝武西入，周文帝以祚為兗州刺史。曆太僕、衛尉二卿。尋除東北道大都督、晉州刺史，入據東雍州。神武遣尉景攻降之。
6. ↑  《北齊書·卷二七·補列傳第十九》：邙山之戰，以大都督從破西軍。祚除華州刺史，加開府儀同三司，別封臨濟縣子，卒。贈司空。
7. ↑  《北史·卷五十三·列傳第四十一》：芒山之戰，以大都督從破西軍，除華州刺史。文宣受禪，加開府儀同三司，別封臨濟縣子。卒，贈司空公。

## 延伸阅读
[在维基数据编辑]
 《北齊書/卷27》，出自李百药《北齊書》
 《北史·卷053》，出自李延壽《北史》